# Pristan
Pristan (systematischer Name: 2,6,10,14-Tetramethylpentadecan) ist eine natürlich vorkommende chemische Verbindung, ein farbloses Öl. Es ist ein Bestandteil von Mineralölen, der zu den verzweigten Alkanen gehört. Der Name kommt vom lateinischen: pristis („Hai“). Pristan ist eine  reaktionsträge und stabile Substanz, die in allen Lebewesen vorkommt.

## Vorkommen
Pristan wurde zuerst im Haifischleberöl entdeckt (Gehalt bis zu 14 %). Es wird von Bakterien, Algen, höheren Pflanzen produziert, aber auch in verschiedenen Gewebetypen des Menschen und der Kuh, sowie in Rattenleber und Wollwachs gefunden. Marine Vorkommen sind im Zooplankton, Hummer, Haien, Walen. Fossile Öle und altertümliche Sedimente können Pristan enthalten.

## Stereoisomerie
| Natürliches Pristan |
| ------------------- |
| meso-Stereoisomer   |

| Stereoisomere des synthetischen Pristans |
| ---------------------------------------- |
| (R,R)-Stereoisomer                       |
| (S,S)-Stereoisomer                       |
| meso-Stereoisomer                        |

Pristan besitzt, aufgrund der Methylgruppen an den Kohlenstoffatomen 6 und 10, zwei  Stereozentren. Im natürlich vorkommenden Pristan zeigt eines dieser Stereozentren (R)-Konfiguration, das andere (S)-Konfiguration, es ist somit eine meso-Verbindung. meso-Pristan besitzt eine Spiegelebene und ist trotz zweier Stereozentren nicht chiral. Synthetisches Pristan besteht aus drei Stereoisomeren:
- (6R,10R)-Pristan,
- (6S,10S)-Pristan und
- meso-Pristan.

Im synthetischen Pristan sind die Enantiomere (6R,10R)-Pristan und (6S,10S)-Pristan im Verhältnis 1:1 enthalten; der Anteil an meso-Pristan schwankt je nach Herstellungsverfahren.

## Verwendung
Anwendung findet Pristan in der Industrie als Schmiermittel, Korrosionsschutz oder Transformatorenöl. Es kann auch dazu benutzt werden, um Termiten anzulocken. Sein Vorkommen in Mineralöl hilft bei der Bestimmung von Ölverschmutzern, da es – wie auch andere Verbindungen (so genannte Marker) – in verschiedenen Ölen in charakteristischen Mengenverhältnissen nachweisbar ist.
Darüber hinaus wird Pristan im medizinischen Bereich verwendet, wo es Mäusen, die Antikörper produzieren sollen, als Immunsuppressivum ins Peritoneum gespritzt wird. Dabei erzeugt es in Mäusen Plasmozytome ähnlich wie bei einem Lupus erythematodes, was nützlich für die Untersuchung von Autoimmunerkrankungen ist. Außerdem erzeugt es in Ratten Arthritis und hilft damit beim Studium dieser Erkrankung.